# 大谷真史
大谷 真史（おおたに まさし、1994年6月14日 - ）は、山口県岩国市出身の元プロサッカー選手。ポジションはフォワード。駒澤大学卒業。

## 来歴
8歳のころ、父親の影響でサッカーをはじめたという。
中学年代ではサンフレッチェ広島ジュニアユースに所属する。同期に野津田岳人・前川黛也・塚川孝輝ら。のちに盛岡で一緒になる脇本晃成は当時から1つ上の先輩になる。2008年JFAプレミアカップ決勝進出に貢献している。
高校年代では広島ユースに昇格する。同期に、野津田・西嶋有矢ら。大谷が所属していた3年間の広島ユースは2010年・2011年・2012年と高円宮杯3連覇を達成しているが、大谷は2年時の決勝はベンチ入り、3年時にはエースとして高円宮杯制覇に貢献した。2012Jユースカップ得点王。当時Youtubeにアップロードされた動画で話題となった。ただユースからトップへの昇格はならなかった。
駒澤大学に進学する。4年時にはサッカー部副キャプテンを務めた。
大学を卒業後、モンテネグロ1部のFKムラドスト・ポドゴリツァと契約する。翌シーズン同1部のFKコム・ポドゴリツァに移籍し、2018年5月実兄のドナーとして生体肝移植手術に臨むため帰国する。
術後回復し、Jリーグチームへのトライアウトに参加しようとしていたところ十二指腸潰瘍が発覚し静養する。その後岡本達也からの誘いを受けて2019年3月、関東2部リーグのCriacao Shinjukuに入団する。関東2部リーグ戦12試合で11得点をあげリーグ得点王、チームを関東1部リーグ昇格に導いた。シーズン終了後、トライアウトに参加した。
2020年、いわてグルージャ盛岡に入団する。
2021年、Criacao Shinjukuへ復帰した。そしてこの年に現役引退。

## 個人成績
| 国内大会個人成績 | 国内大会個人成績 | 国内大会個人成績 | 国内大会個人成績 | 国内大会個人成績 | 国内大会個人成績 | 国内大会個人成績 | 国内大会個人成績 | 国内大会個人成績 | 国内大会個人成績 | 国内大会個人成績 | 国内大会個人成績 |
| 年度             | クラブ           | 背番号           | リーグ           | リーグ戦         | リーグ戦         | リーグ杯         | リーグ杯         | オープン杯       | オープン杯       | 期間通算         | 期間通算         |
| 年度             | クラブ           | 背番号           | リーグ           | 出場             | 得点             | 出場             | 得点             | 出場             | 得点             | 出場             | 得点             |
| モンテネグロ     | モンテネグロ     | モンテネグロ     | モンテネグロ     | リーグ戦         | リーグ戦         | リーグ杯         | リーグ杯         | ツルノゴルスキ杯 | ツルノゴルスキ杯 | 期間通算         | 期間通算         |
| ---------------- | ---------------- | ---------------- | ---------------- | ---------------- | ---------------- | ---------------- | ---------------- | ---------------- | ---------------- | ---------------- | ---------------- |
| 2016-17          | ムラドスト       |                  | 1部              | 4                | 0                | -                | -                | 0                | 0                | 4                | 0                |
| 2017-18          | コム             |                  | 1部              | 20               | 2                | -                | -                | 1                | 0                | 21               | 2                |
| 日本             | 日本             | 日本             | 日本             | リーグ戦         | リーグ戦         | リーグ杯         | リーグ杯         | 天皇杯           | 天皇杯           | 期間通算         | 期間通算         |
| 2019             | C新宿            |                  | 関東2部          | 12               | 11               | -                | -                | -                | -                | 12               | 11               |
| 2020             | 盛岡             | 20               | J3               | 9                | 0                | -                | -                | -                | -                | 9                | 0                |
| 2021             | C新宿            | 19               | 関東1部          | 11               | 8                | -                | -                | -                | -                | 11               | 8                |
| 通算             | モンテネグロ     | モンテネグロ     | 1部              | 24               | 2                | -                | -                | 1                | 0                | 25               | 2                |
| 通算             | 日本             | 日本             | J3               | 9                | 0                | -                | -                | -                | -                | 9                | 0                |
| 通算             | 日本             | 日本             | 関東1部          | 11               | 8                | -                | -                | -                | -                | 11               | 8                |
| 通算             | 日本             | 日本             | 関東2部          | 12               | 11               | -                | -                | -                | -                | 12               | 11               |
| 総通算           | 総通算           | 総通算           | 総通算           | 56               | 21               | -                | -                | 1                | 0                | 57               | 21               |

その他公式戦
- 2021年
  - JFL・地域リーグ入れ替え戦 1試合1得点

出場歴
- Jリーグ初出場：2020年6月27日 J3第1節 vsブラウブリッツ秋田（いわぎんスタジアム）

## 参考資料
- Masashi Otani - transfermarkt.com
- “選手プロフィール 大谷真史”.   いわてグルージャ盛岡. 2020年4月23日閲覧。